# StopFake
StopFake (en ukrainien : СтопФейк ) — est un site de vérification des faits ukrainien, né d'un projet pour révéler de fausses informations, notamment sur l'Ukraine, créé par des enseignants, étudiants et diplômés de l'école de journalisme de l'université de Mohyla et des journalistes et éditeurs bénévoles. Le site internet est mis en ligne le 2 mars 2014 et est initialement disponible en deux langues : russe et anglais. Il dépend de l'ONG ukrainienne  Media Reforms Center.
Le site est ensuite disponible en 11 langues étrangères, dont l'italien, le néerlandais, le russe, l'anglais, le roumain, l'espagnol, le bulgare, le français, le tchèque, l'allemand et le polonais. La version ukrainienne du site est mise en service fin avril 2018. 

## Histoire
Le site de vérification des faits stopfake.org est lancé le 2 mars 2014. L'auteur de l'idée était Olga Yurkova. Ses fondateurs sont des enseignants, des étudiants et des diplômés de l'École de journalisme Mohyla (NaUKMA) et du programme Digital Future of Journalism destiné aux journalistes et éditeurs. Plus tard, d’autres journalistes, ainsi que des spécialistes du marketing, des programmeurs et des traducteurs rejoignent le projet.
À la suite des allégations d'influence russe lors de l'élection présidentielle américaine de 2016, StopFake commence à gagner une reconnaissance internationale.
En 2017, l'équipe comprend des employés rémunérés, grâce aux subventions et dons reçus.

## Objectif
Les participants affirment que l'objectif principal du projet est de vérifier et réfuter les informations déformées et la propagande sur les événements en Ukraine qui sont diffusées par les médias. Selon eux, les activités de leur groupe visent à préserver l'Ukraine en tant qu'État souverain et indépendant.
Outre l'influence de la propagande sur l'Ukraine, le projet applique également ses méthodes de travail aux informations concernant d'autres pays dont la Syrie, la Turquie, les pays de l'UE et de l'ex-URSS.

## Sources de financement
Dès sa fondation, le projet existe en tant que projet bénévole, puis un financement participatif est proposé, ainsi les lecteurs eux-mêmes peuvent soutenir le travail des éditeurs de la publication. En 2015, la Fondation Renaissance internationale, la Fondation nationale pour le soutien à la démocratie, le ministère des Affaires étrangères de la République tchèque, l'ambassade britannique en Ukraine et la Fondation Sigrid Rausing apportent leur soutien à StopFake.

## Partenaires
- En mars 2020, les journalistes de StopFake deviennent partenaires de Facebook dans le domaine de la protection des informations et commencent à coopérer avec Facebook (avec VoxCheck) dans le domaine de la lutte contre les contrefaçons et la désinformation[5].

- En juillet 2020, les journalistes de StopFake deviennent partenaires du Conseil national de la télévision et de la radio dans le domaine de la protection de l'information et signent un accord de coopération dans le domaine de l'échange d'informations aux étapes de collecte, de suivi, de traitement et d'analyse des informations contenant des signes de désinformation, et identifient également les axes dans lesquelles la coopération est mise en œuvre[6].

## Réception
StopFake a reçu les éloges d'autres médias. En 2014, il a reçu un prix BOBs de la Deutsche Welle et un prix Free Media Pioneer de l'International Press Institute (Institut international de la presse).